# 大福克鎮區 (阿肯色州波爾克縣)
大福克鎮區（英語：Big Fork Township）是位於美國阿肯色州波爾克縣的一個行政鎮區。

## 地方資料
大福克鎮區的面積為87.56平方千米，當中陸地面積為87.49平方千米，而水域面積為0.07平方千米。根據2010年美國人口普查的數據，當地共有人口185人，而人口密度為每平方千米2.11人。